# Leonard Wilcox

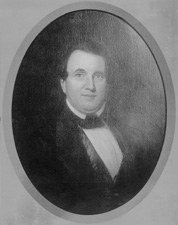
Leonard Wilcox

Leonard Wilcox, född 29 januari 1799 i Hanover, New Hampshire, död 18 juni 1850 i Orford, New Hampshire, var en amerikansk demokratisk politiker och jurist. Han representerade delstaten New Hampshire i USA:s senat 1842-1843. Han var son till politikern Jeduthun Wilcox.
Wilcox utexaminerades 1817 från Dartmouth College. Han studerade sedan juridik och inledde 1820 sin karriär som advokat i Orford. Han arbetade som domare 1838-1840 och på nytt från 1847 fram till sin död.
Senator Franklin Pierce avgick 1842 och efterträddes av Wilcox. Han efterträddes följande år av Charles G. Atherton.
Wilcox avled 1850 och gravsattes på West Congregational Churchyard i Orford.